# 최선위

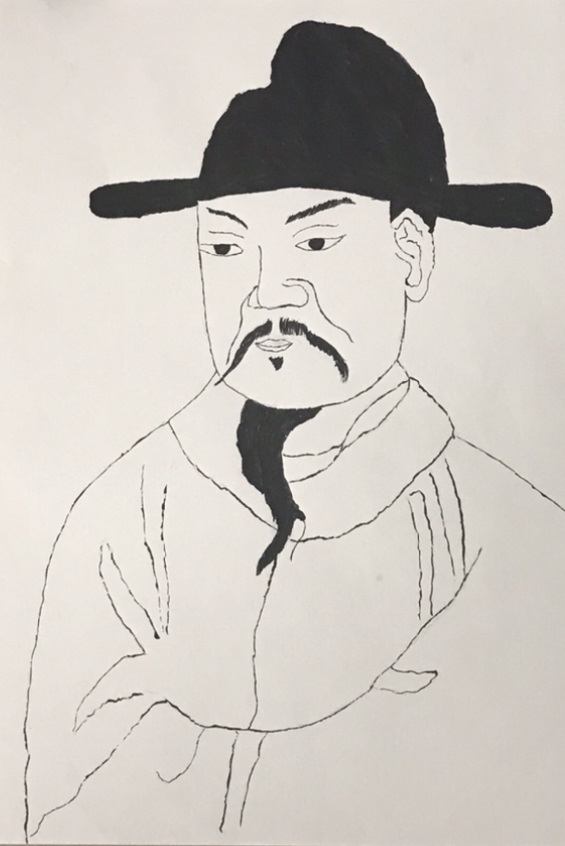
청나라 때 그려진 초상화

최선위(崔善爲, 571년 5월 16일 오시(음력 571년 4월 7일 오시) ~ 632년 10월 29일(음력 632년 9월 11일)는 중국 수나라의 정치가이자 당나라의 개국공신이자 명장으로 자는 지은(知恩)이다. 패주(貝州) 무성(武城) 사람으로 작위는 청하현공(淸河縣公)이며 시호는 충공(忠公)이다. 사후에 형부상서(刑部尙書)로 추증되었다. 배적(裴寂), 심숙안(沈淑安) 등과 함께 무덕율령(武德律令)을 제정한 8대 공신 중 한명이다.

## 생애
수문제를 섬겨 관직에 올라 문림랑(文林郞)이 되었으며 최선위의 조부 최옹(崔顒)은 북위의 외산기시랑(外散騎侍郞)이었고 부친 최권회(崔權會)는 북제의 승상부참군사(丞相府參軍事)였다. 유문정(劉文靜), 당검(唐儉), 무사확, 허세서(許世緖) 등과 사귀었고 훗날 당고조가 수나라에 대항하여 거병할 생각이 있다 판단하고 그에게 거듭 거병을 권했다.
후에 당고조가 조언을 듣고 거병하자 청하현공(淸河縣公)의 작위를 하사받았고 무덕 연간에 상서좌복야(尙書左僕射) 배적(裴寂), 이부상서(吏部尙書) 은개산(殷開山) 대리경(大理卿) 낭초지(郞楚之), 내사령(內史令) 소우(蕭瑀), 사문랑중(司門郞中) 심숙안(沈叔安), 예부상서(禮部尙書) 이강(李綱), 국자박사(國子博士) 정효궁(丁孝烏)과 무덕율령을 제정하였다.
최선위는 당고조를 따르며 유무주, 두건덕, 왕세충 등의 군웅들과의 전투에서 승리를 거두었고 이때문에 사람들은 그를 비장(飛將)이라 불렀고 당고조도 그를 신임하여 그를 곁에 두어 자신을 따르게 하였다.
옛날 최선위와 교우를 맺었던 유문정이 사건에 연루되어 처형될 위기에 놓이자 최선위는 옛 유문정과의 정을 생각해 유문정을 살려달라 청하였는데 당고조의 측근 배적이 유문정을 죽이라 부추기자 유문정은 처형되었다. 최선위는 이소식을 크게 안타까워 하며 관직을 버리고 은거하려 했으나 주변의 만류로 관직을 떠나지 않았다.
당태종이 현무문의 변을 일으키고 황제에 오르자 최선위는 섬주자사(陝州刺史)의 관직을 받았고 후에는 태주자사(秦州刺史)로 제수되었다. 사마광의 자치통감에 따르면 632년 10월 29일에 세상을 떠났으며 이 당시 나이가 62세였다.

## 기타
최선위는 구당서에서 특이하게도 의사나 도사가 들어가는 방기전에 수록되었는데 이는 최선위가 일찍이 의술을 익혔기 때문이라고 서술되어있다. 신당서에서는 방기전에서 제외되었다.